# Ruta Nacional 50 (Colombia)
La Ruta Nacional 50 es una ruta nacional de tipo transversal que atraviesa el país del oriente al occidente, inicia en el puerto de Nuquí, departamento del Chocó en el océano Pacífico y finaliza en el municipio de Paratebueno, departamento de Cundinamarca. aunque en realidad inicia desde el sitio conocido como El Afirmado, cerca al río Pató (municipio de Alto Baudó) hasta el municipio de Guasca en el departamento de Cundinamarca. 
La Resolución 3700 de 1995 estableció inicialmente la ruta en 11 tramos. No obstante, La Resolución 5471 de 1999 elimina 3 tramos (5004, 5010 y 5011) pero agrega dos nuevos tramos alternos (5008A y 5008B). 
La mayor parte de la ruta hace parte de la Transversal La Ánimas-Bogotá según Decreto 1735 de 2001.

## Descripción de la Ruta
La Ruta posee una longitud total de 765,36 km. aproximadamente dividida de la siguiente manera:
La ruta estaba dividida de la siguiente manera:

### Ruta Actual[1]
| Código  | Tipo     | Recorrido                                   | Clasificación SINC                                                             | PR Inicial | PR Final | Longitud km. |
| ------- | -------- | ------------------------------------------- | ------------------------------------------------------------------------------ | ---------- | -------- | ------------ |
| 5001    | Tramo    | Río Pató (El Afirmado) - La Ye (Las Animas) | Transversal Tribuga - Arauca                                                   | 60+0000    | 130+0000 | 70,00        |
| 5002    | Tramo    | Las Ánimas - Santa Cecilia                  | Transversal Las Animas - Bogoták                                               | 0+0000     | 73+0608  | 73,61        |
| 5003    | Tramo    | Santa Cecilia - Asia                        | Transversal Las Animas - Bogotá                                                | 0+0000     | 79+0000  | 79,00        |
| 5005    | Tramo    | Tres Puertas - Puente La Libertad           | Troncal del Eje Cafetero                                                       | 0+0000     | 7+0150   | 7,15         |
| 5005    | Tramo    | Tres Puertas - Puente La Libertad           | Transversal Las Animas - Bogotá                                                | 7+0150     | 33+0880  | 26,42        |
| 5006    | Tramo    | Puente La Libertad - Fresno                 | Transversal Las Animas - Bogotá                                                | 0+0000     | 82+1000  | 83,00        |
| 5007    | Tramo    | Fresno - Honda                              | Transversal Las Animas - Bogotá                                                | 0+0000     | 46+1150  | 47,16        |
| 5008    | Tramo    | Honda - Villeta - Tobiagrande - Bogotá      | Transversal Medellín - Bogotá                                                  | 0+0000     | 5+0850   | 5,85         |
| 5008    | Tramo    | Honda - Villeta - Tobiagrande - Bogotá      | Transversal Las Animas - Bogotá                                                | 5+0850     | 64+0000  | 58,15        |
| 5008    | Tramo    | Honda - Villeta - Tobiagrande - Bogotá      | Transversal Medellín - Bogotá                                                  | 64+0000    | 145+0000 | 81,00        |
| 5008A   | Tramo    | Los Alpes - Bogotá                          | Transversal Las Animas - Bogotá                                                | 36+0780    | 72+0080  | 35,30        |
| 5008B   | Tramo    | El Korán - Guaduas                          | Transversal Medellín - Bogotá                                                  | 0+0000     | 59+0162  | 59,16        |
| 5008B-1 | Tramo    | Salida Túnel de la Abuela - El Curapo       | Circuito de las Provincias de Rionegro y Bajo Magdalena                        | 0+0000     | 4+0000   | 4,00         |
| 5009    | Tramo    | Bogotá, (Los Patios) - Guasca               | Conexión Transversal Buenaventura - Puerto Carreño y Troncal Central del Norte | 0+0000     | 35+0500  | 35,50        |
| 50CL02  | Ramal    | Tres Puertas - La Estrella                  | Troncal del Eje Cafetero                                                       | 0+0000     | 16+0117  | 16,12        |
| 50CN01  | Ramal    | Dindal - Caparrapí - La Aguada              | Circuito de las Provincias de Rionegro y Bajo Magdalena                        | 0+0000     | 35+0490  | 30,49        |
| 50CN03  | Ramal    | El Salitre - Cruce Ruta 55 (Briceño)        | Conexión Transversal Buenaventura - Puerto Carreño y Troncal Central del Norte | 0+0000     | 14+0500  | 14,51        |
| 50CNG   | Variante | Variante de Madrid                          | Transversal Las Animas - Bogotá                                                | 0+0000     | 6+0500   | 6,50         |
| 50RS01  | Ramal    | Apía - La Virginia                          | Conexión Troncal de Occidente - Transversal Las Animas - Bogotá                | 0+0000     | 32+0443  | 32,44        |

- Total kilómetros a cargo de INVIAS: 477,73 km.
- Total Kilómetros en concesión por la ANI: 287,63 km.
- Total Kilómetros en concesión departamental: 00,00 km.
- Total tramos (incluido tramos alternos): 11
- Total pasos o variantes: 1
- Total ramales: 4
- Total subramales: 0
- Porcentaje de vía en Doble Calzada: 27%
  -  5005  La Manuela - La Libertad: 26,42 km aprox.
  -  5007  Puente Luis Ignacio Andrade en Honda: 1,15 km aprox.
  -  5008  Villeta - Bogotá: 81,00 km aprox.
  -  5008A  Los Alpes - Madrid: 22,15 km aprox.
  -  5008A  Madrid - Bogotá (Río Bogotá): 8,13 km aprox.
  -  5008B  El Korán - Guaduas: 59,16 km aprox.
  -  50CNG  Variante de Madrid: 6,50 km aprox.
  -  50RS01  Apía - La Virginia: 1,81 km aprox.
- Porcentaje de Vía sin pavimentar: 14%
  -  5002  Mumbú - Santa Cecilia: 23,61 km aprox.
  -  5003  Santa Cecilia - Asia: 79,00 km aprox.
  -  5008B-1  Salida Túnel de la Abuela - El Curapo: 4,00 km aprox.
  -  50CN01  Caparrapí - La Aguada: 16,49 km aprox.
  -  50RS01  Apía - La Virginia: 30,29 km aprox.

### Ruta eliminada o anterior[1]
| Código | Tipo     | Recorrido                                                                                  | Situación Actual |
| ------ | -------- | ------------------------------------------------------------------------------------------ | --- |
| 5001   | Tramo    | Nuquí - Río Pató (El Afirmado)                                                             | - Carretera inexistente |
| 5004   | Tramo    | Asia - Tres Puertas                                                                        | - 5005 Tramo de la Ruta Nacional 50 (fusión de tramo) |
| 5005   | Tramo    | La Manuela - Quiebra del Billar - Estación Uribe - Puente La Libertad                      | - 5005 Tramo de la Ruta Nacional 50 (fusión de tramo) |
| 5008   | Tramo    | Villeta (Cruce Ruta 60) - Facatativá - Variante de Mosquera - Bogotá,(Puente Cundinamarca) | - 5008A2 Carretera Secundaria Departamental (Villeta - Los Alpes) - 5008A Tramo alterno de la Ruta Nacional 50                                                    |
| 5009   | Tramo    | Guasca - Gachetá                                                                           | - 5009 Carretera Secundaria Departamental |
| 5010   | Tramo    | Gachetá - Ubalá                                                                            | - 5009 Carretera Secundaria Departamental |
| 5011   | Tramo    | Ubalá - San Pedro de Jagua - Paratebueno (Cruce Ruta 65)                                   | - 5009 Carretera Secundaria Departamental (Ubalá - Cruce Santa Marta) - 5011 Carretera Secundaria Departamental (Cruce Santa Marta - Paratebueno (Cruce Ruta 65)) |
| 50CNB  | Paso     | Paso por Sasaima                                                                           | - Carrera 3O Vía Urbana de Sasaima |
| 50CNC  | Paso     | Paso por Albán                                                                             | - Calle 2 Vía Urbana de Albán |
| 50CND  | Paso     | Paso por Mosquera                                                                          | - Calle 3 Vía urbana de Mosquera |
| 50CNE  | Paso     | Paso por Guasca                                                                            | - 5009 Tramo de la Ruta Nacional 50 |
| 50CNF  | Paso     | Paso por Facatativá                                                                        | - Carrera 2 Vía urbana de Facatativá |
| 50TLA  | Variante | Variante de Honda                                                                          | - 5007 Tramo de la Ruta Nacional 50 |
| 50CL01 | Ramal    | Las Margaritas - Cauya                                                                     | - 50CL01 Carretera Secundaria Departamental |
| 50CL03 | Ramal    | Manizales - Villamaría                                                                     | - Vía Urbana de Villamaría |
| 50CL04 | Ramal    | La Esperanza - El Arbolito                                                                 | - 50CL04 Carretera Secundaria Departamental |
| 50CL05 | Ramal    | Tres Puertas - Quiebra de Vélez - Manizales                                                | - 50CL05 Carretera Secundaria Departamental |
| 50CL06 | Ramal    | La Enea – Manizales                                                                        | - Av. Alberto Mendoza Vía urbana de Manizales |
| 50CN01 | Ramal    | Desvío de Mosquera                                                                         | - Calle 3 Vía urbana de Mosquera |
| 50CN02 | Ramal    | Perimetral Sabana: cruce ruta 50 (Mosquera) - Siberia                                      | - Carretera inexistente |
| 50TL01 | Ramal    | Delgaditas - Herveo                                                                        | - 50TL01 Carretera Secundaria Departamental |

## Municipios
Las ciudades y municipios por los que recorre la ruta son los siguientes:
Convenciones:
- Fondo Azul : Recorrido actual.
- Fondo Gris : Recorrido anterior.
- Negrita: Cabecera municipal.
- Texto azul: Ríos.
- Texto verde: Parques nacionales.

| Tramo  | Municipio           | Recorrido | Departamento  |
| ------ | ------------------- | --- | ------------- |
| 5001   | Nuquí               | Nuquí, Área rural no definida. | Chocó         |
| 5001   | Alto Baudó          | Área rural no definida; El Afirmado. | Chocó         |
| 5001   | Alto Baudó          | El Afirmado; Santa Rita. | Chocó         |
| 5001   | Rio Quito           | Río Pató; La Punta; La Victoria; Tuadó; Puerto Juan. | Chocó         |
| 5001   | Cantón de San Pablo | Puerto Nuevo; Río Quito; Huapandó. | Chocó         |
| 5001   | Unión Panamericana  | La Ye (Cruce 1307 ). | Chocó         |
| 5002   | Unión Panamericana  | Las Ánimas (Cruce 1307 ); | Chocó         |
| 5002   | Cértegui            | Área rural. | Chocó         |
| 5002   | Tadó                | Río San Juan; Tadó; El Tapón; Río San Juan; Playa de Oro (Acceso a Bagadó); Tabor; Munbu; Guarato. | Chocó         |
| 5002   | Pueblo Rico         | Santa Cecilia. | Risaralda     |
| 5003   | Pueblo Rico         | Santa Cecilia; La Unión (Acceso 658 a Santa Rita); Río San Juan; Loma Hermosa; Pueblo Rico (Acceso 654 a Villa Claret); Río Negro; Río Tataima (Acceso 653 a La Playa y acceso 652 a Yarumal); Río Citaocito; La Línea.                         | Risaralda     |
| 5003   | Apía                | Jordania (Acceso 609 a Agua Bonita); Valladolid (Acceso); Río Apía; La María (Acceso 50RS02 a El Encanto); Apía (Inicio ramal 50RS01 ); Boquerón (Acceso 640 a San Carlos y acceso a La Cabaña); El Ariete (Acceso 50RS03 a Belén de Umbría);   | Risaralda     |
| 5003   | Viterbo             | Viterbo; Asia (Cruce 2507 ). | Caldas        |
| 50RS01 | Apía                | Apía (Cruce 5003 ); Río Apía. | Risaralda     |
| 50RS01 | Santuario           | El Crucero (Acceso 50RS01-4 a Santuario); Río Mapa; La Marina (Acceso 50RS01-4 a La Laguna); Vereda La María; Playa Rica; Corinto (Acceso 565 a La Quiebra); Río Totui.                                                                         | Risaralda     |
| 50RS01 | Balboa              | Cachipay (Acceso 55RS01-3 a Balboa); Ingenio Risaralda (Cruce 2302 ); Río Risaralda. | Risaralda     |
| 50RS01 | La Virginia         | La Virginia (Cruce 25RSA ). | Risaralda     |
| 5004   | Viterbo             | Asia. | Caldas        |
| 5004   | San José            | Siberia (Acceso 17366 a San José); Quebrada El Guamo. | Risaralda     |
| 5004   | Belarcázar          | El Crucero (Acceso 17366 a Belarcázar y Acceso 50CL07 a San José); Quebrada La Habana. | Caldas        |
| 5004   | San José            | Quebrada Purgatorio. | Risaralda     |
| 5004   | Risaralda           | Quiebra de Santa Bárbara. | Risaralda     |
| 5004   | Anserma             | Las Margaritas (Acceso 50CL01 a Risaralda y Cauyá); Boquerón (Acceso 17257 a Opirama); Río Cauca. | Risaralda     |
| 5004   | Palestina           | Arauca (Acceso 17066 a La Rochela); El trébol (Acceso 1717402 a La Esmeralda); La Rochela (Acceso 17066 a Arauca y acceso 29CL01 a Palestina y Chinchiná); Santágueda; Río Chinchiná;                                                           | Caldas        |
| 5004   | Manizales           | Tres Puertas (Cruce 5005 y 50CL02 ). | Caldas        |
| 50CL02 | Neira               | La Estrella (Cruce 2903 y acceso 29CL07 a Quiebra de Vélez); Río Llanogrande. | Caldas        |
| 50CL02 | Manizales           | Colombia (Cruce Variante de Tesalia Proyecto 4G Conexión Pacífico 3); Río Guacaica; Tres Puertas (Cruce 5004 y acceso 50CL05 a Manizales). | Caldas        |
| 5005   | Manizales           | Tres Puertas; La Manuela (Cruce 29CL03 ); La Trinidad (Cruce 29CL03-1 ); Quiebra el Billar (Acceso 29CL05 a Malpaso y acceso 17011 a La Ye); Estación Uribe (Cruce 2902 ); Manizales; Puente La Libertad (Acceso 50A01 a Murillo).              | Caldas        |
| 5006   | Manizales           | Puente La Libertad; Reserva Forestal Sabinas; Quebrada La Mula; Quebrada La Siberia; La Margarita; Hacienda la Esperanza; La Esperanza (Acceso 50CL04 al Nevado del Ruíz); Alto de Letras.                                                      | Caldas        |
| 5006   | Herveo              | Letras; Romerales; El Doce; Cerro Bravo; Puerto Brasil; Delgaditas (Acceso 50TL01 a Herveo); Mesones (Acceso a Montebonito); Padua. | Tolima        |
| 5006   | Fresno              | Petaqueros (Acceso 3901 a Manzanares); La Aguadita; Partidas (Acceso a El Tablazo); Fresno. | Tolima        |
| 5007   | Fresno              | Fresno; La Ceiba; Paleno. | Tolima        |
| 5007   | Mariquita           | La Parroquia; Las Lomas; Río Gualí (Acceso a Victoria); Mariquita (Cruce 4305 ). | Tolima        |
| 5007   | Honda               | Río Gualí; Honda (Variante 50TL02 ); Río Magdalena. | Tolima        |
| 5008   | Honda               | Río Magdalena. | Tolima        |
| 5008   | Guaduas             | Puerto Bogotá (Cruce Nueva variante Puerto Salgar Proyecto 4G Honda - Puerto Salgar - Girardot); Cruce Ruta 45 (Cruce 4509 ); Pico de Gallo (Acceso 50CN04 a Montaña Negra); Santa Rosa; Alto de la Mona; Guaduas (Cruce tramo alterno 5008B ). | Cundinamarca  |
| 5008B  | Puerto Salgar       | El Korán (Cruce 4510 ); Colorados (Acceso); Cambras (Acceso); Río Cambras; | Cundinamarca  |
| 5008B  | Caparrapí           | El Dindal (Cruce ramal 50CN01 ). | Cundinamarca  |
| 50CN01 | Caparrapí           | El Dindal (Cruce 5008B ); Río Negro; Alto el Salto; Caparrapí; Patalinares; Río Pata. | Cundinamarca  |
| 50CN01 | La Palma            | La Aguada (Cruce 5604 ). | Cundinamarca  |
| 5008B  | Caparrapí           | El Dindal; Río Negro; Quebrada Antonio; Quebrada Varelas; Quebrada Nacunales; Quebrada La Escandalosa; Río Negro Alto. | Cundinamarca  |
| 5008B  | Guaduas             | Guaduero; Quebrada La Bajona; Quebrada de Peladeros; Quebrada Tres Pasos; Quebrada El Chocho; Río Guaduero; Guaduas (Cruce Tramo 5008 ). | Cundinamarca  |
| 5008   | Guaduas             | Guaduas (Cruce tramo alterno 5008B ); Alto del Trigo. | Cundinamarca  |
| 5008   | Villeta             | Villeta; Cruce Férreo Facatativá - La Dorada; Río Dulce; Río Tobia (Acceso a Tobia); | Cundinamarca  |
| 5008   | Nimaina             | Tobiagrande (Acceso a Tobia). | Cundinamarca  |
| 5008   | Nocaima             | Tobia Chica (Acceso 50CN01 a Nocaima); El Brazuelo (Acceso a Nocaima); Quebrada Nautata. | Cundinamarca  |
| 5008   | La Vega             | Río Hila; La Vega; | Cundinamarca  |
| 5008   | San Francisco       | El Cruce (Acceso a San Francisco); La Cumbre (Acceso 50CN16 a San Francisco). | Cundinamarca  |
| 5008   | La Vega             | El Vino. | Cundinamarca  |
| 5008   | San Francisco       | Alto del Vino. | Cundinamarca  |
| 5008   | Facatativá          | Cruce El Rosal (Acceso a El Rosal y acceso a Facatativá). | Cundinamarca  |
| 5008   | El Rosal            | Campo Alegre (Acceso a El Rosal); Río Subachoque. | Cundinamarca  |
| 5008   | Madrid              | Puente de Piedra (Acceso 50CN20-1 a Madrid y acceso a Subachoque). | Cundinamarca  |
| 5008   | Tenjo               | La Punta (Acceso a Tenjo). Siberia (Cruce 4703 ). | Cundinamarca  |
| 5008   | Cota                | Parcelas (Acceso a Cota); Río Bogotá. | Cundinamarca  |
| 5008   | Engativá            | Puente de Guadua; Bogotá | Bogotá, D. C. |
| 5008A  | Villeta             | Villeta; Río Dulce; Cerro de Palacio. | Cundinamarca  |
| 5008A  | Sasaima             | Cerro de Palacio; Sasaima; Cruce Ferrocarril Factativá - La Dorada. | Cundinamarca  |
| 5008A  | Albán               | Santa Inés; Jalisco; Chuguacal (Cruce 50A02 a Guayabal de Síquima); Albán; Los Alpes. | Cundinamarca  |
| 5008A  | Albán               | Los Alpes; Alto de la Tribuna. | Cundinamarca  |
| 5008A  | Facatativá          | Facatativá; Cartagenita (Acceso a Zipacón); Río Bojacá. | Cundinamarca  |
| 5008A  | Madrid              | El Corzo; Madrid (Variante 50CNG ). | Cundinamarca  |
| 5008A  | Mosquera            | Mosquera (Cruce 4702 ); Villa Cety. | Cundinamarca  |
| 5008A  | Funza               | Cerrito (Acceso 50CN24 a Parque La Florida y Uniabastos); Río Bogotá. | Cundinamarca  |
| 5008A  | Fontibón            | Puente Cundinamarca; Bogotá | Bogotá, D. C. |
| 5009   | Chapinero           | Los Patios; Bogotá | Bogotá, D. C. |
| 5009   | La Calera           | Río Teusacá I; El Salitre; Campanario San Martín; La Calera; Río Teusacá II (Acceso Vía a Páramo de Chingaza); Macadamia; Río Teusacá III; Cayetano (Acceso al Distrito Capital de Bogotá. por Barrio El Codito); Pradera de Potosí.            | Cundinamarca  |
| 5009   | Guasca              | La Cabaña; El Salitre (Cruce ramal 55CN03 ) | Cundinamarca  |
| 50CN03 | Guasca              | El Salitre; | Cundinamarca  |
| 50CN03 | Sopó                | EL Chuzcal; Gratamira; Sopó; Cruce Alpina (Acceso a Tocancipá); Briceño (Cruces 55CND y 5501 ). | Cundinamarca  |
| 5009   | Guasca              | El Salitre; Cuatro Esquinas (Acceso 50CN03-1 al Chuzcal y acceso 50CN02 a Guatavita); Río Siecha; Guasca. | Cundinamarca  |
| 5009   | Guasca              | Guasca; Pastor Ospina; Alto de la Cuchilla. | Cundinamarca  |
| 5009   | Guatavita           | El Alomadero (Acceso 50CN46-1 a Sueva). | Cundinamarca  |
| 5009   | Junín               | El Esquinazo; El Carmen; Sueva (Acceso 50CN46-1 a El Amoladero y acceso 50CN35 a Junín); Río Sueva; San Roque (Acceso 50CN36 a Junín y acceso 50CN35 a El Santuario); Río Gachetá.                                                              | Cundinamarca  |
| 5009   | Gachetá             | Gachetá. | Cundinamarca  |
| 5010   | Gachetá             | Gachetá; El Ramal (Acceso 50CN07 a Gama y Gachalá); Río Ubalá. | Cundinamarca  |
| 5010   | Ubalá               | San Juzo; Vereda Carmelo; Ubalá. | Cundinamarca  |
| 5011   | Ubalá               | Ubalá; La Quinta; Represa del Guavio. | Cundinamarca  |
| 5011   | Gachalá             | Cruce Santa Martha (Acceso a Gachalá); Filo Peña Negra; Palomas; Serranía Montecristo. | Cundinamarca  |
| 5011   | Ubalá               | Mámbita (Acceso); Río Guavio (Acceso 56BY09 a Santa María); San Pedro de Jagua. Río Jagua. | Cundinamarca  |
| 5011   | Medina              | Gazaduque; Río Gazaduque; Río Gazaunta; Medina (acceso 50CN40 a San Isidro; acceso 50CN41 a Mesa del Calzón y acceso 50CN42 a Gazatavena); El Cruce (Acceso 50CN43 a Mesa de Reyes); Río Gazaduque; Río Humea.                                  | Cundinamarca  |
| 5011   | Paratebueno         | Maya (Cruce 6510 ). | Cundinamarca  |

## Concesiones y proyectos
Actualmente la ruta posee los siguientes sectores en proyecto o concesión:

### Concesiones y proyectos actuales
| Código | Sector                                          | Tipo            | Cód. proyecto | Nombre Proyecto                       | Concesionaria                                  | Unidad Funcional                                              | Etapa        | PR Inicial | PR Final | Longitud km. |
| ------ | ----------------------------------------------- | --------------- | ------------- | ------------------------------------- | ---------------------------------------------- | ------------------------------------------------------------- | ------------ | ---------- | -------- | ------------ |
| 5005   | La Manuela - Tres Puertas                       | Concesión ANI   | 4G004         | Autopista Conexión Pacífico 3         | Concesionario Pacífico 3 S.A.S.                | UF 3                                                          | Construcción | 0+0000     | 7+0150   | 7,15         |
| 50CL02 | Tres Puertas - Colombia - La Estrella           | Concesión ANI   | 4G004         | Autopista Conexión Pacífico 3         | Concesionario Pacífico 3 S.A.S.                | UF 3                                                          | Construcción | 0+0000     | 16+0117  | 16,12        |
| 5005   | La Manuela - Estación Uribe                     | Concesión ANI   | 1G010         | Armenia - Pereira - Manizales         | Autopistas del Café S.A.                       | Tramo 1                                                       | Operación    | 7+0150     | 23+0570  | 16,42        |
| 5006   | Manizales - Límites Tolima                      | Proyecto INVIAS | VP002         | Honda - Manizales Fase 3              | CSS CONSTRUCTORES S.A                          | NA                                                            | Construcción | NA         | NA       | 12,00        |
| 5007   | Mariquita - Honda (Puente Luis Ignacio Andrade) | Concesión ANI   | 4G015         | IP - Cambao - Manizales               | Concesionaria Alternativas Viales SAS          | UF 2                                                          | Construcción | 26+0695    | 46+0000  | 19,31        |
| 5008   | Cruce Ruta 45 - Puerto Bogotá                   | Concesión ANI   | 4G008         | Honda - Puerto Salgar - Girardot      | Concesión Alto Magdalena                       | UF 4                                                          | Operación    | 0+0000     | 5+0850   | 5,85         |
| 5008B  | El Korán - Guaduas                              | Concesión ANI   | 3G010         | Ruta del Sol - Sector 1               | Consorcio Vial Helios                          | Tramo 1; Tramo 2A; Tramo 2B                                   | Operación    | 0+0000     | 59+0162  | 59,16        |
| 50CN11 | Dindal - Caparrapí                              | Concesión ANI   | 3G010         | Ruta del Sol - Sector 1               | Consorcio Vial Helios                          | Tramo 3                                                       | Operación    | 0+0000     | 14+0000  | 14,00        |
| 5008   | Villeta - Bogotá                                | Concesión ANI   | 1G002         | Bogotá - La Vega - Villeta            | Concesión Sabana de Occidente                  | Tramo 1; Tramo 2; Tramo 3; Tramo 4; Tramo 5; Tramo 6; Tramo 7 | Construcción | 64+0000    | 145+0000 | 81,00        |
| 5008A  | Los Alpes - Madrid                              | Concesión ANI   | 1G007         | Bogotá (Fontibón) - Faca - Los Alpes  | Concesiones CCFC                               | Tramo 1; Tramo 2; Tramo 3; Tramo 4; Tramo 5; Tramo 6          | Operación    | 36+0780    | 58+0920  | 22,14        |
| 5008A  | Madrid - Bogotá, (Río Bogotá)                   | Concesión ANI   | 1G007         | Bogotá (Fontibón) - Faca - Los Alpes  | Concesiones CCFC                               | Tramo 1; Tramo 2; Tramo 3; Tramo 4; Tramo 5; Tramo 6          | Operación    | 63+0950    | 72+0080  | 8,13         |
| 50CNG  | Variante de Madrid                              | Concesión ANI   | 1G007         | Bogotá (Fontibón) - Faca - Los Alpes  | Concesiones CCFC                               | Tramo 2                                                       | Operación    | 0+0000     | 6+0500   | 6,50         |
| 5009   | Bogotá (Los Patios) - Guasca                    | Concesión ANI   | 4G006         | Perimetral de Oriente de Cundinamarca | Concesión Perimetral Oriental de Bogotá S.A.S. | UF 1; UF 2; UF 3                                              | Construcción | 0+0000     | 35+0000  | 35,00        |
| 50CN03 | El Salitre - Sopó                               | Concesión ANI   | 4G006         | Perimetral de Oriente de Cundinamarca | Concesión Perimetral Oriental de Bogotá S.A.S. | UF 2                                                          | Construcción | 0+0000     | 10+0505  | 10,51        |

### Concesiones y proyectos anteriores
| Código | Sector                     | Tipo            | Cód. proyecto | Nombre Proyecto               | Concesionaria              | Unidad Funcional | Etapa      | PR Inicial | PR Final | Longitud km. |
| ------ | -------------------------- | --------------- | ------------- | ----------------------------- | -------------------------- | ---------------- | ---------- | ---------- | -------- | ------------ |
| 5002   | Las Ánimas - Santa Cecilia | Proyecto INVIAS | VE050         | Quibdó - La Virginia Fase III | CONSORCIO VIAS EQUIDAD 050 | NA               | Finalizado | NA         | NA       | 10,00        |
| 5003   | Santa Cecilia - Asia       | Proyecto INVIAS | VE050         | Quibdó - La Virginia Fase III | CONSORCIO VIAS EQUIDAD 050 | NA               | Finalizado | NA         | NA       | 10,00        |
| 5007   | Puente Honda               | Proyecto INVIAS | NA            | Puente Honda                  | CONSORCIO VCT 083          | NA               | Finalizado | NA         | NA       | 1,00         |

### Concesiones y proyectos futuros
| Código | Sector                  | Tipo            | Cód. proyecto | Nombre Proyecto                                                      | Concesionaria | Unidad Funcional | Etapa      | PR Inicial | PR Final | Longitud km. |
| ------ | ----------------------- | --------------- | ------------- | -------------------------------------------------------------------- | ------------- | ---------------- | ---------- | ---------- | -------- | ------------ |
| 5002   | Mumbú - Apía            | Proyecto INVIAS | VP001         | Transversal central del pacífico Fase 2 (Tramo Quibdo - La Virginia) | Sin Definir   | NA               | En Estudio | NA         | NA       | NA           |
| 50RS01 | Apía - La Virginia      | Proyecto INVIAS | VP001         | Transversal central del pacífico Fase 2 (Tramo Quibdo - La Virginia) | Sin Definir   | NA               | En Estudio | NA         | NA       | NA           |
| 5008   | Cruce Ruta 45 - Villeta | Proyecto INVIAS | VP014         | Honda - Villeta                                                      | Sin Definir   | NA               | En Estudio | NA         | NA       | NA           |